# سبات صيفي

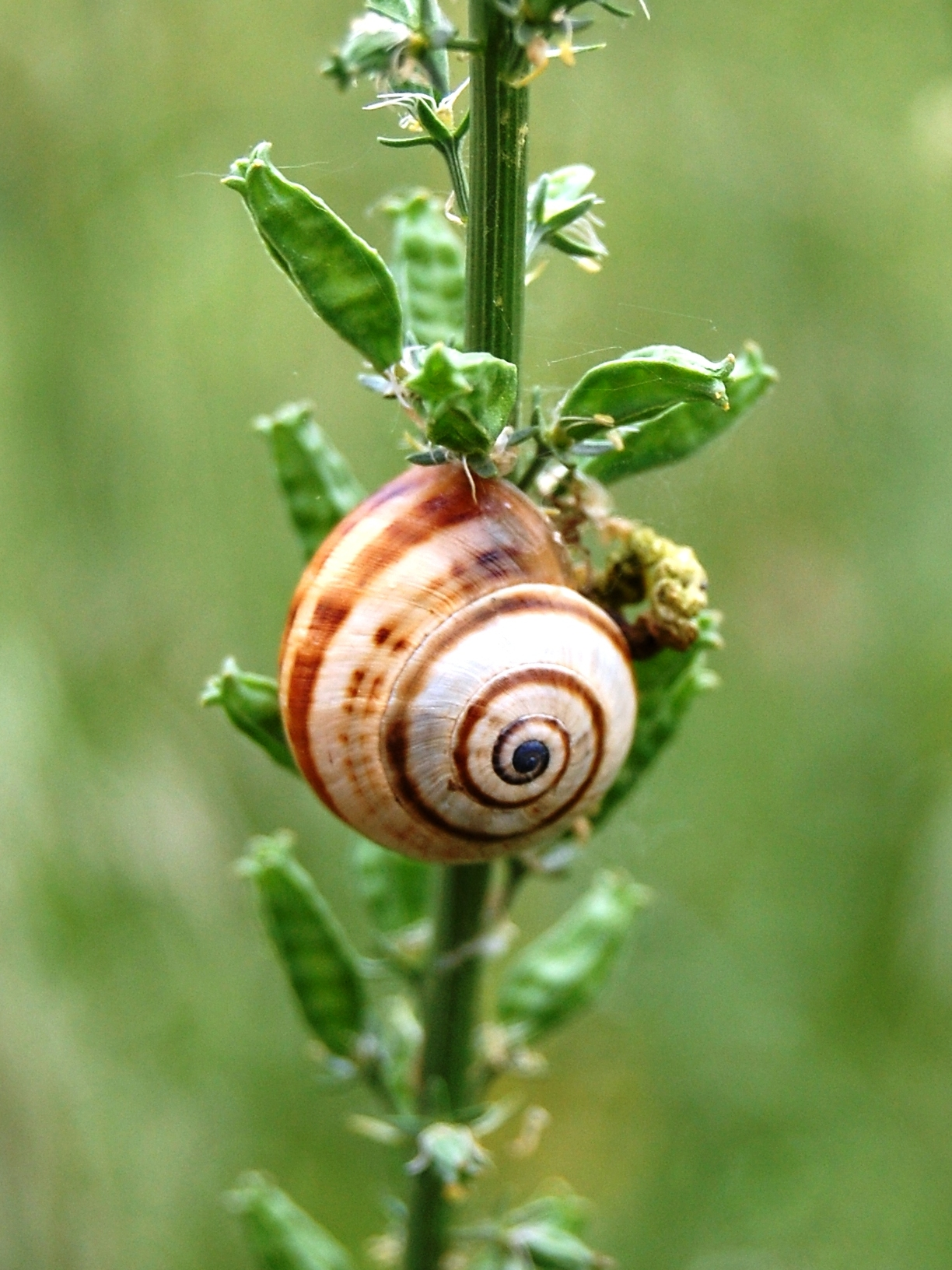
حلزون متوسطي أثناء سباته الصيفي.

السبات الصيفي أو (خُمُود أو رُقَاد صيفي) أو البيات الصيفي هو شكلٌ من أشكال طور السكون عند الحيوانات، يشبه إلى حدٍّ كبير البيات الشتوي، إلا أنَّه - على العكس من ذاك الأخير - يحدث عند ارتفاع درجات الحرارة لا انخفاضها، ويتمثَّل بانعدام نشاط الحيوان وقلَّة تمثيله الغذائي. يحدث السُّبات الصيفي في ظروف الحرارة والجفاف، وذلك غالباً في فصل الصيف. تدخل الحيوانات من الفقاريات واللافقاريات حالة السبات لتجنُّب الضرر الذي قد تتركه عليها درجات الحرارة المرتفعة، وتجنُّب إمكانية التعرض للتجفُّف، ويمكن أن تدخل هذه الحالة كلا الحيوانات البرية والمائية.

## اللافقاريات
من الشائع أن تُسبِت صيفاً العديد من أنواع حلازين اليابسة التي تتنفَّس الهواء. عندما يحين موعد الإسبات، تقوم بعض هذه الحلازين بالتوجُّه إلى النباتات أو الصخور للاختباء بينها، وقد تتسلَّق بعضها الأخرى الشجيرات والأشجار العالية، أو حتى الأبنية البشرية المرتفعة مثل صناديق البريد والأسيجة وغيرها. إلا أنَّ هذه العادة عند الحلازين بتسلُّق النباتات قد تسبَّبت بتصنيف عدَّة أنواعٍ منها في بلادٍ مختلفة على أنَّها آفات زراعية.
بالنسبة للحشرات، فقد سبق وأن وُثِّقت حالات إسبات صيفي عند الدعسوقة، وكذلك البعوض.
في القشريات، تقضي الكثير من سرطانات اليابسة المواسم الجافَّة بالرُّقود بلا حراكٍ في أسفل جحورها.

## الفقاريات

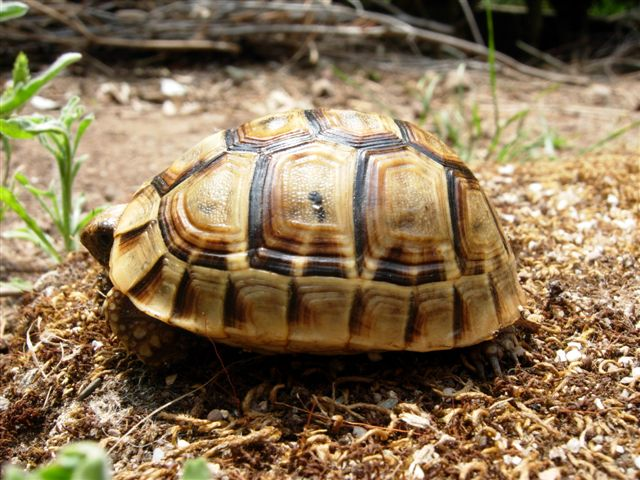
السلحفاة مهمازية الورك (الشائعة في الكثير من أنحاء الوطن العربي) من أنواع الزواحف التي تمر بالسبات الصيفي.

ثمَّة عددٌ من الزواحف والبرمائيات التي تمرُّ بحالة السبات الصيفي، بينها بعض أنواع السلاحف البرية (كالسلحفاة مهمازية الورك وسلحفاة الصحراء) والتماسيح والسمادر. تقوم بعض البرمائيات - كضفادع القصب - بالإسبات بعد الاختباء تحت الأرض، حيث تكون درجة الحرارة أقل والرطوبة أكبر. وقد يسبت الضفدع الكاليفورني أحمر القدم في بعض الأحيان ليحفظ طاقته إذا ما واجه نقصاً في الطعام والمياه.
لدى الضفدع المُخزِّن للمياه دورة سبات منظمة. فعندما يأتي موسم الحر والطقس الجافّ، يدفن نفسه في التراب بشرنقة مخاطيَّة عازلة مخفية. وقد اكتشف سكان أستراليا الأصليون وسيلةً للاستفادة من هذه العادة عند الضفدع، وذلك بالحفر والإمساك بأحد هذه الضفادع، ثم ضغطه حتى يُضطَّرّ إلى إفراغ شرنقته الهوائية، ويحصلون من ذلك على بولٍ مخفَّف يملأ نصف كأس، فيستطيعون شربه للحصول على السوائل. رغم ذلك، فإنَّ الضفدع الذي يعصر للحصول على هذا السائل يموت، إذ إنَّه غير قادرٍ على العيش حتى موسم الأمطار القادم دون المياه التي كان قد اختزنها.
من الأسماك، تمرُّ السمكة الرئوية الأفريقية بحالة السبات الصيفي.
السبات الصيفي غير شائعٍ نسبياً عند الثدييات، ولا تمرُّ به إلا القليل من أنواعها. يعتقد أنَّ من بين أنواع الثدييات التي تسبت القنفذ شرق الأفريقي (حسب حديقة حيوانات أوكلاند)، وقد أظهرت كذلك دراسة لجامع ماربورغ الألمانية أنَّ الليمور القزم مسطح الذيل الذي يعيش في مدغشقر ربَّما يسبت الصيف.